# S:t Michels ekonomiska region
S:t Michels ekonomiska region (finska: Mikkelin seutukunta) är en av ekonomiska regionerna i landskapet Södra Savolax i Finland. Folkmängden i regionen uppgick den 1 januari 2013 till 73 322 invånare, regionens totala areal utgjordes av 7 102 kvadratkilometer och därav utgjordes landytan av 6 234,08  kvadratkilometer.  I Finlands NUTS-indelning representerar regionen nivån LAU 1 (f.d. NUTS 4), och dess nationella kod är 101 .  

## Förteckning över kommuner
S:t Michels ekonomiska region  omfattar följande sex kommuner: 
- Hirvensalmi kommun
- Kangasniemi kommun
- Mäntyharju kommun
- Pertunmaa kommun
- Puumala kommun
- S:t Michels stad

Samtliga kommuners språkliga status är enspråkigt finska. 